# Battaglia di Thannuris
La Battaglia di Thannuris (Tannuris) (o Battaglia di Mindouos) fu combattuta tra le armate dell'Impero romano d'Oriente (o bizantino) sotto il comando di Belisario e l'Impero sasanide persiano sotto il comando di Serse nell'estate del 528, nei pressi di Dara nella Mesopotamia settentrionale. 
Il tentativo di costruire un nuovo forte di frontiera a Thannuris/Mindouos da parte dai Bizantini scatenò la reazione militare sasanide. I Bizantini inviarono rinforzi nella zona, ma i Sasanidi riuscirono a sconfiggere il loro avversario numericamente superiore ricorrendo a uno stratagemma e molti bizantini furono uccisi o catturati insieme ai loro comandanti. I Sasanidi demolirono il forte costruito parzialmente, ma non riuscirono ad avanzare ulteriormente avendo patito pesanti perdite. 
La descrizione fornita da Procopio di Cesarea è decisamente concisa. Altre fonti che trattano la battaglia sono Giovanni Malala e Zaccaria di Mitilene.

## Contesto storico
Secondo Zaccaria Scolastico, l'imperatore Giustino I aveva inviato Tommaso il silenziario a fortificare Thannuris, ritenendola un luogo conveniente per porvi di stanza una guarnigione, ma, mentre i lavori di fortificazione erano ancora in corso, i Saraceni e Cadiseni alleati dei Sasanidi attaccarono la fortezza e la distrussero.
In seguito alla morte dell'imperatore Giustino I nel 527, il suo successore Giustiniano I era determinato a continuare la guerra iberica contro l'Impero sasanide. Nello stesso anno il generale Belisario era stato nominato dux Mesopotamiae, venendo elogiato da Zaccaria Scolastico per la sua incorruttibilità e per il fatto che avesse proibito all'esercito di commettere abusi e violenze ai danni dei contadini. Giustiniano affidò a Belisario, che all'epoca si avvaleva dei consigli dell'eunuco Salomone, l'incarico di rafforzare le posizioni bizantine e di costruire una nuova fortezza (identificata da Procopio con Mindouos) nelle vicinanze di Dara per proteggere la regione dalle incursioni persiane. I Persiani consideravano ogni nuovo forte di frontiera un'insidia e minacciarono di assalirlo prima della sua ultimazione se i lavori di costruzione non fossero stati interrotti. Giustiniano reagì inviando a Belisario dei rinforzi sotto il comando dei duces di Phoenice Libanensis Coutzes e Buze, il dux della Phoenicia Procliano (secondo Giovanni Malala), Sebastiano, Vincenzio, il comes Basilio, alcuni Isauri e Arabi Ghassanidi sotto il comando del loro re Jabalah IV ibn al-Harith (Atafar/Tapharas). Syvänne stima l'ammontare della fanteria ad almeno 10 000 soldati e della cavalleria a 30 000. Sostiene la tesi che l'intero esercito bizantino dovette essere stato superiore numericamente, ma il fatto che Belisario fosse semplicemente un dux limitò la sua autorità sugli altri duces. Allo stesso tempo, un esercito persiano sotto il comando di Peroz Mihran e del principe Serse con 30 000 uomini invase la Mesopotamia.

## Battaglia
L'andamento esatto di questa battaglia è incerto a causa delle discordanze tra le fonti primarie. Secondo la versione dei fatti tramandata da Procopio di Cesarea, non fu possibile portare a termine i lavori di fortificazione di Mindouos a causa dell'intervento di truppe sasanidi, che sconfissero le truppe di Belisario e rasero al suolo la fortificazione. Anche Zaccaria Scolastico parla di questa battaglia (avvenuta a nord di Nisibi), ma, insieme a Giovanni Malala, afferma che, prima ancora di questa sconfitta, Belisario perse una battaglia contro i Persiani a Tanurin (o Thannuris), a sud di Nisibi, di cui Procopio non parla. Gli studiosi ritengono che avvennero due battaglie distinte, e che Procopio abbia fatto confusione tra le due battaglie, attribuendo erroneamente alcuni eventi della battaglia di Tanurin a quella di Mindouos.
Secondo la ricostruzione di Syvänne i Persiani, essendosi resi conto che le truppe nemiche a presidio di Mindouos erano in netta superiorità numerica, avrebbero adottato uno stratagemma: avrebbero attaccato Mindouos per poi fingere una ritirata al fine di spingere il nemico a inseguirli fino a Thannuris, dove era stata allestita una trappola. Secondo il resoconto di Zaccaria Scolastico, l'esercito bizantino, posto sotto il comando di Belisario, di Cutzes (fratello di Buze), Basilio, Vincenzo, e altri comandanti, e rinforzato dagli alleati Saraceni condotti da Atafar, cadde in pieno nel tranello escogitato dai Persiani:  entrando nelle trincee persiane a tutta velocità, i Bizantini caddero nelle buche allestite dai difensori, venendo presi prigionieri. Cutzes fu così ucciso. Nella battaglia cadde anche il comandante saraceno Atafar, mentre tentava la fuga. Solo i cavalieri riuscirono a fuggire a Dara con Belisario, mentre i fanti, caduti nelle buche, furono o massacrati o fatti prigionieri. Poiché Procopio accusa Buze e Cutzes di essere stati troppo «imprudenti nello scontrarsi con il nemico», è possibile che la colpa della sconfitta fu attribuita soprattutto a loro, poiché avevano fatto cadere i loro soldati nella trappola persiana per eccesso di imprudenza, mentre Belisario non sembrerebbe aver ricevuto rimproveri per il suo operato.
L'esito della battaglia fu disastroso per l'esercito bizantino. Belisario e la cavalleria fuggirono, ma due comandanti furono uccisi e tre catturati. Jabalah IV ibn al-Harith, sovrano dei Ghassanidi, che aveva combattuto sotto il comando di Belisario in qualità di vassallo bizantino, cadde da cavallo e fu ucciso dai Persiani. La sorte di Coutzes è incerta. Procopio afferma che fu fatto prigioniero e di lui se ne persero le tracce, mentre Zaccaria di Mitilene sostiene che fu ucciso. Procliano fu ucciso durante i combattimenti. Sebastiano e Basilio furono entrambi catturati.

## Conseguenze
In seguito alla battaglia, le fondamenta della nuova fortezza di Mindouos furono lasciate nelle mani dei Persiani che ne cominciarono la demolizione. L'esercito bizantino si ritirò a Dara, ma parte della fanteria morì di sete durante la marcia.
Malgrado la vittoria, i Persiani subirono perdite pesanti e dovettero dunque ritirarsi oltre la frontiera. In particolare, la perdita di 500 Immortali dalla Guardia imperiale, fece infuriare il re di Persia Kavadh I. Malgrado la vittoria, il generale Serse cadde in disgrazia subito dopo la battaglia.
L'Imperatore bizantino Giustiniano inviò ulteriori truppe per rafforzare le guarnigioni delle fortezze di frontiera di Amida, Constantia, Edessa, Sura e Beroea. Inviò inoltre un nuovo esercito sotto il comando di Pompeo, ma un inverno rigido interruppe ulteriori operazioni militari fino alla fine dell'anno.
Secondo Irfan Shahid, i Persiani adottarono la tattica di usare trincee prendendo esempio dagli Eftaliti nella disastrosa guerra del 484. Belisario a sua volta la adottò prendendola in prestito dai Persiani e la usò nella Battaglia di Dara due anni più tardi, e Maometto parimenti l'apprese— forse dagli Arabi Ghassanidi il cui re era stato ucciso a Thannuris—e ne fece uso nella Battaglia del Fossato un secolo dopo.